# Route 101 (Nouvelle-Écosse)
Pour les articles homonymes, voir Route 101.
La route 101 est une route située dans le sud-ouest de la Nouvelle-Écosse au Canada reliant Halifax à Yarmouth par le nord, le long de la rive sud de la Baie de Fundy. La route 103 relie également ces deux villes mais par le sud. La route 101 possède le statut d'autoroute sur une majeure partie de sa longueur, mais elle a majoritairement deux voies. Certaines portions possèdent des intersections à niveau.

## Description du tracé

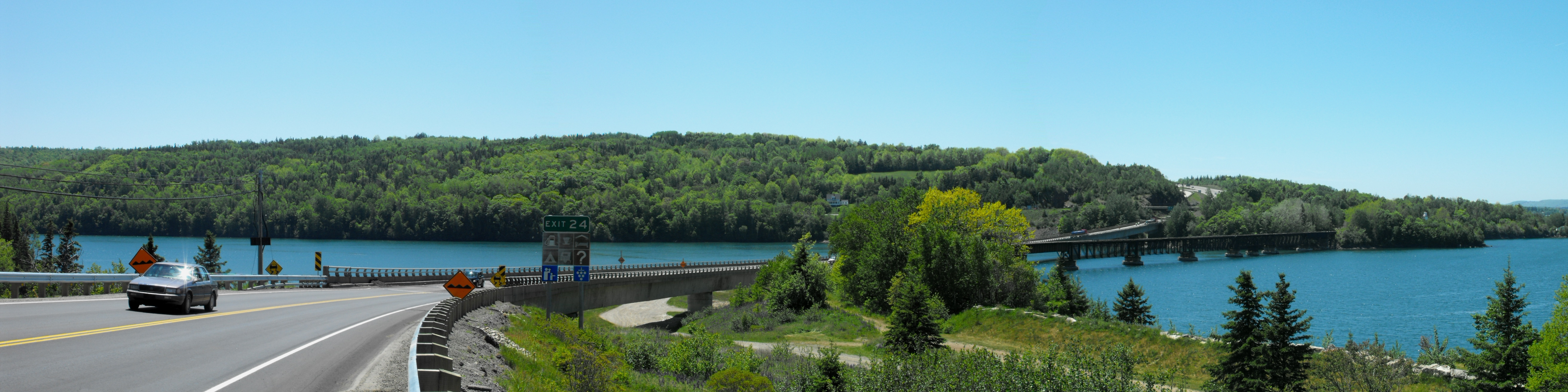
L'autoroute 101 ouest près de la sortie 24, à Bear River Station.

Depuis la route 102 à Halifax, la route 101 se dirige vers le nord-ouest jusqu'à Windsor. Elle est une autoroute à quatre voies séparées jusqu'au kilomètre 44 au-delà duquel elle devient une "super-2"; une autoroute à une seule chaussée.. Elle contourne ensuite la petite communauté de Windsor par le nord-est, suivant la rivière Sainte-Croix. Au kilomètre 51, elle se dirige vers le nord sur une courte distance pour passer près de Hantsport. Au kilomètre 65, l'autoroute revient à quatre voies séparées pour 4 km (2,5 mi). Au kilomètre 70, la route 101 se dirige vers l'ouest. Du kilomètre 85 au kilomètre 93, elle contourne la ville de Kentville par le sud. Elle poursuit sa route vers le sud-ouest en passant près de Berwick (sortie 15), Aylesford (sortie 16), Kingston (sorties 17E et 17W) et Middleton (sorties 18 et 18A). Du kilomètre 153 au kilomètre 160, l'autoroute contourne Bridgetown par le sud-est. Après Bridgetown, l'autoroute se dirige vers le sud-ouest en passant tout près d'Annapolis Royal et de Deep Brook. Du kilomètre 199 au kilomètre 209, la route traverse la rivière Bear et suit la rive du bassin Annapolis en plus de passer au sud de Digby. Du kilomètre 209 au kilomètre 233, et du kilomètre 270 au kilomètres 296 la route 101 perd son statut d'autoroute, elle est une route de transit possédant de nombreuses intersections . La route 101 se termine sur la route 3 à Yarmouth, au kilomètre 310, à une intersection à niveau. Il est à noter que la route 1 suit sensiblement le même tracé que la route 101.NSDPW (en)

## Histoire
La construction de la route s'est faite en sections, alors que la section entre Bedford et Windsor fut construite dans les années 1970, puis les sections près d'Annapolis, de Digby et de Yarmouth furent construites dans les années 1980-1990.

## Liste des sorties
| Comté                                                           | Ville            | km        | Sortie                                                                        | Destinations                                                                                           | Notes |
| --------------------------------------------------------------- | ---------------- | --------- | ----------------------------------------------------------------------------- | --- | --- |
| Halifax                                                         | Bedford          | 0,00–1,10 |                                                                               | Route 1 est vers Route 2 / Route 7 – Bedford, Dartmouth                                                | La route continue comme Route 1                                                                                 |
| Halifax                                                         | Bedford          | 0,00–1,10 | 1G/H                                                                          | Route 102 – Aéroport, Halifax, Truro                                                                   | Indiqué sortie 1G (sud) et 1H (nord); sortie 4A-B de la Route 102                                               |
| Halifax                                                         | Bedford          | 0,00–1,10 | 1F                                                                            | Bedford Bypass (Route 33) vers Route 7 est – Dartmouth                                                 | Sortie direction est, entrée direction ouest                                                                    |
| Halifax                                                         | Lower Sackville  | 0,00–1,10 | 1K                                                                            | Route 1 ouest / Cobequid Road – Lower Sackville                                                        | Sortie direction ouest, entrée direction est                                                                    |
| Halifax                                                         | Lower Sackville  | 4,40      | 2                                                                             | Route 354 (Beaver Bank Road) – Middle Sackville                                                        | |
| Halifax                                                         | Middle Sackville | 7,20      | 2A                                                                            | Vers Route 1 – Middle Sackville, Upper Sackville                                                       | |
| Hants                                                           |                  | 16,20     | 3                                                                             | Route 1 – Mount Uniacke, Upper Sackville                                                               | |
| Hants                                                           | Sainte-Croix     | 38,10     | 4                                                                             | Route 1 vers Route 215 – Sainte-Croix, Newport, Ellershouse                                            | |
| Hants                                                           |                  | 44,90     | 5                                                                             | Route 14 vers Route 1 – Windsor, Chester, Three Mile Plains                                            | |
| Hants                                                           | Windsor          | 47,30     | 5A                                                                            | Wentworth Road – Windsor                                                                               | |
| Hants                                                           | Windsor          | 49,40     | 6                                                                             | Vers Route 1 – Centre-ville de Windsor                                                                 | |
| Hants                                                           | Falmouth         | 51,10     | 7                                                                             | Vers Route 1 – Falmouth                                                                                | |
| Hants                                                           | Hantsport        | 57,30     | 8                                                                             | Vers Route 1 – Hantsport, Mount Denson                                                                 | |
| Kings                                                           | Glooscap         | 61,20     | 8A                                                                            | Ben Jackson Road vers Route 1 – Hantsport, Lockhartville                                               | |
| Kings                                                           | Avonport         | 65,60     | 9                                                                             | Route 1 est – Avonport, West Brooklyn                                                                  | Terminus est du multiplex avec la Route 1                                                                       |
| Kings                                                           | Grand-Pré        | 68,20     | 10                                                                            | Route 1 ouest – Grand-Pré, Hortonville, Wolfville                                                      | Terminus ouest du multiplex avec la Route 1                                                                     |
| Kings                                                           | Greenwich        | 77,30     | 11                                                                            | Vers Route 1 / Route 358 – Greenwich, Port William, Canning, Wolfville                                 | Port William et Canning indiqués en direction ouest, Wolfville indiqué en direction est                         |
| Kings                                                           | New Minas        | 80,30     | 11A                                                                           | Granite Drive vers Route 1 – New Minas                                                                 | |
| Kings                                                           | New Minas        | 83,50     | 12                                                                            | Vers Route 1 – New Minas, Kentville                                                                    | Kentville indiqué en direction ouest seulement                                                                  |
| Kings                                                           | North Alton      | 87,60     | 13                                                                            | Route 12 – Kentville, North Alton, South Alton, New Ross                                               | |
| Kings                                                           | Coldbrook        | 91,30     | 14                                                                            | Route 1 – Coldbrook, Kentville, Cambridge, Waterville                                                  | Cambridge et Waterville indiqués en direction ouest, Kentville indiqué en direction est                         |
| Kings                                                           | Berwick          | 105,90    | 15                                                                            | Route 360 – Berwick, Harbourville, Cambridge                                                           | Cambridge indiqué en direction est seulement                                                                    |
| Kings                                                           |                  | 114,20    | 16                                                                            | Aylesford, Auburn, Morden                                                                              | Auburn indiqué en direction ouest seulement                                                                     |
| Kings                                                           | Kingston         | 123,50    | 17E                                                                           | Bishop Mountain Road – Kingston, Greenwood                                                             | Sortie direction ouest, entrée direction est                                                                    |
| Kings                                                           | Kingston         | 125,20    | 17W                                                                           | Marshall Road – Kingston, Greenwood                                                                    | Sortie direction est, entrée direction ouest                                                                    |
| Annapolis                                                       | Middleton        | 133,20    | 18A                                                                           | Vers Route 1 / Route 10 / Route 362 – Middleton, Nictaux Falls, Margaretsville                         | Sortie direction ouest, entrée direction est                                                                    |
| Annapolis                                                       | Middleton        | 136,50    | 18                                                                            | Vers Route 1 / Route 10 / Route 362 – Middleton, Brickton, Mount Hanley, Nictaux Falls, Margaretsville | Route 10 / Route 362, Nictaux Falls et Margaretsville indiqués en direction est seulement                       |
| Annapolis                                                       |                  | 145,20    | 19                                                                            | Vers Route 1 – Lawrencetown, Clarence, Port Lorne                                                      | |
| Annapolis                                                       | Bridgetown       | 156,30    | 20                                                                            | Route 1 – Bridgetown, Upper Granville, Paradise                                                        | Upper Granville indiqué en direction ouest, Paradise indiqué en direction est                                   |
| Annapolis                                                       | Bridgetown       | 156,70    | Traverse la rivière Annapolis                                                 | Traverse la rivière Annapolis                                                                          | Traverse la rivière Annapolis                                                                                   |
| Annapolis                                                       |                  | 161,00    | 21                                                                            | Route 201 – Bridgetown, Centrelea, Tupperville                                                         | |
| Annapolis                                                       | 182,20           | 22        | Route 8 vers Route 1 / Route 201 – Lequille, Granville Ferry, Annapolis Royal | | |
| Annapolis                                                       | 196,20           | 23A       | Cornwallis, Clementsport, Clementsvale                                        | | |
| Annapolis                                                       | 200,60           | 23v       | Route 1 est – Deep Brook, Cornwallis, Clementsport                            | Terminus est du multiplex avec la Route 1; Clementsport indiqué en direction ouest seulement           | |
| Annapolis                                                       | 201,90           | 23v       | Route 1 est – Deep Brook, Cornwallis, Clementsport                            | Terminus est du multiplex avec la Route 1; Clementsport indiqué en direction ouest seulement           | |
| Limite Annapolis–Digby                                          |                  | 202,60    | Traverse la rivière Bear                                                      | Traverse la rivière Bear                                                                               | Traverse la rivière Bear                                                                                        |
| Digby                                                           |                  | 203,20    | 24                                                                            | Route 1 ouest – Smith's Cove, Bear River                                                               | Terminus ouest du multiplex avec la Route 1                                                                     |
| Digby                                                           | Joggin Bridge    | 207,40    | 25                                                                            | Route 1 est – Joggin Bridge, Smith's Cove, Lansdowne, Bear River                                       | Terminus est du multiplex avec la Route 1; Bear River indiqué en direction est seulement                        |
| Digby                                                           | Joggin Bridge    | 207,80    | Traverse le Bassin d'Annapolis                                                | Traverse le Bassin d'Annapolis                                                                         | Traverse le Bassin d'Annapolis                                                                                  |
| Digby                                                           | Digby            | 210,20    | 26                                                                            | Route 303 vers Route 217 – Digby, Traversier vers Saint-Jean                                           | |
| Digby                                                           |                  | 233,90    | 27                                                                            | Route 1 ouest vers Route 340 – Weymouth, Weymouth Falls, Weymouth North                                | Terminus ouest du multiplex avec la Route 1; intersection à niveau                                              |
| Digby                                                           | New Edinburgh    | 236,70    | Traverse la rivière Sissiboo                                                  | Traverse la rivière Sissiboo                                                                           | Traverse la rivière Sissiboo                                                                                    |
| Digby                                                           | Saint-Bernard    | 240,40    | 28                                                                            | Route 1 vers Route 340 – Belliveau Cove, Saint-Bernard, Weymouth, Grosses Coques, Church Point         | Grosses Coques et Church Point indiqués en direction ouest, Saint-Bernard et Weymouth indiqués en direction est |
| Digby                                                           |                  | 255,30    | 29                                                                            | Vers Route 1 – Concession, Comeauville, Church Point, Little Brook, Saulnierville                      | Church Point indiqué en direction est seulement                                                                 |
| Digby                                                           | 270,70           | 31        | Vers Route 1 – Meteghan, Saint-Alphonse, Mavilette                            | | |
| Digby                                                           | Salmon River     | 283,10    | 32                                                                            | Vers Route 1 – Salmon River, Mavilette, Hectanooga                                                     | |
| Yarmouth                                                        |                  | 291,40    | 33                                                                            | Vers Route 1 – Port Maitland, Darling Lake, Beaver River                                               | Beaver River indiqué en direction est seulement                                                                 |
| Yarmouth                                                        | Hebron           | 301,40    | 34                                                                            | Route 340 vers Route 1 – South Ohio, Hebron, Yarmouth                                                  | |
| Yarmouth                                                        | Yarmouth         | 308,50    |                                                                               | Route 3 vers Route 103 / Route 1 – Arcadia, Traversier de Yarmouth                                     | |
| - Terminus de multiplex - Accès incomplet - Transition de route |                  |           |                                                                               | | |